# Noticias 5 (Uruguay)
Noticias Cinco es el servicio informativo del Canal 5 de televisión nacional, el cual cuenta con tres ediciones diarias y se emite de lunes a viernes. En él se informa de las noticias más relevantes en los ámbitos nacional, internacional, social, deportivo y meteorológico.
En mayo de 2025, Canal 5 Noticias pasó a llamarse Noticias Cinco, por motivo de renovación.

## Emisiones
En sus tres emisiones diarias se hace un repaso de la actualidad nacional, internacional, social, política y deportiva. El mismo, está dirigido por la Dirección de Informativos de Televisión Nacional del Uruguay y producido por Canal 5. 
También emite y realiza programas especiales en los cuales se profundizan diferentes temas y problemáticas de la realidad nacional. Todos los años, desde la redacción de Informativos se emiten programas especiales sobre el debate de la Ley de Presupuesto. La redacción, también está a cargo  el portal nacional de noticias.  

## Manejo de la información
Dicho noticiero, así como el organismo  Canal 5 en conjunto con el Ministerio de Educación y Cultura y asociaciones civiles establecieron pautas específicas para las líneas editoriales informativas referidas al manejo de la información en el contexto de igualdad, género y diversidad sexual. Dentro de ese marco, capacitó a periodistas y comunicadores para la correcta aplicación de dichas pautas.

## Ediciones

### Presentadores

#### Primera Edición
- Verónica Arellano
- Carlos Rodríguez

#### Segunda Edición (Mediodía)
- Cecilia Olivera
- Verónica Arellano
- Rafael Guardia

#### Edición Central
- Lorena Bomio
- José Ignacio Romero
- Laura Rodríguez

#### Edición Sábado
- Ana Clara Viñar
- Alejandro Rodríguez

#### Edición Dominical
- Cecilia Olivera
- Miguel Chagas

### Periodistas
- Joaquín Deleon
- Mónica De Leon
- Alejandro Rodríguez
- Gustavo Guisulfo
- Iván Antúnez
- Giuliana Perdomo

## Dirección de los Servicios Informátivos
| Período       | Dirección        |
| ------------- | ---------------- |
| 2000-2005     | Miguel Nogueira  |
| 2012-2015     | Iliana Da Silva  |
| 2015-2017     | Luis Curbelo     |
| 2020- 2024    | Jorge Gatti      |
| 2025-presente | Sergio Silvestri |

## Nombres anteriores
- Noticiero 3millones
- Reporte Servicio de Noticias SODRE
- Telenoticias 5 (1996-2001)
- TVEO Informa (2001-2005)
- La noticia y su contexto (2006-2008)
- TNU Noticias (2008-2013)
- Info TNU (2013-2021)
- Canal 5 Noticias (2021-2024)
- Noticias 5 (2025-presente)